# John Gardner
John Champlin Gardner Jr. (Batavia, 21 de julho de 1933 – Condado de Susquehanna, 14 de setembro de 1982) foi um escritor, ensaísta, crítico literário e professor universitário norte-americano. 
É mais conhecido por seu romance de 1971, Grendel, uma releitura do mito de Beowulf, do ponto de vista do monstro.

## Biografia
Gardner nasceu em Batávia, Nova Iorque, em 1933. Seu pai era um pregador cristão leigo e produtor de leite, e sua mãe lecionava na terceira série em uma pequena escola em um vilarejo próximo. Ambos os pais gostavam de poesia e frequentemente recitavam suas poesias favoritas e aquelas que escreviam sobre a vida na fazenda em reuniões na casa de amigos. Gardner foi ativo nos Boy Scouts of America e chegou ao posto de Eagle Scout. Quando criança, Gardner frequentou uma escola pública e trabalhou na fazenda de seu pai, onde em abril de 1945, seu irmão mais novo, Gilbert, morreu em um acidente com um triturador de torrões de terra. Gardner, que dirigia o trator durante o acidente fatal, levou a culpa pela morte do irmão ao longo da vida, sofrendo pesadelos e flashbacks. O incidente esteve presente em grande parte da ficção e das críticas de Gardner, mais diretamente no conto "Redemption", de 1977, que incluía um relato ficcional do acidente como um ímpeto para a inspiração artística.
Gardner ingressou na DePauw University e se graduou na Universidade Washington em St. Louis, em 1955. Em 1956, defendeu seu mestrado e em 1958, o doutorado na Universidade de Iowa. Foi professor visitante na Universidade de Detroit em 1970. Lecionou no Oberlin College, na Universidade Estadual da Califórnia em Chico, na Universidade Estadual de São Francisco, na Universidade do Sul de Illinois em Carbondale, na Universidade de Detroit, na Universidade Northwestern e no Bennington College.
No campus de Binghamton, onde fundou e foi diretor do programa de redação criativa desde 1978, Gardner era uma presença inconfundível entre os alunos, sempre vestindo uma jaqueta de couro preta e jeans enquanto andava pelo campus em sua motocicleta Honda 750.
Entre seus textos estavam os romances The Sunlight Dialogues (1972), Grendel (1971) e October Light, que ganhou o National Book Critic's Circle Award em 1976; além de uma coletânea de contos; livros infantis; contos de fadas; poesia e crítica literária.

## Morte
Gardner morreu em um acidente de moto perto de sua casa em Susquehanna, na Pensilvânia, aos 49 anos, em 14 de setembro de 1982. A polícia estadual da Pensilvânia disse que, por volta das 14h30, Gardner estava viajando para o norte pela Rota 92, passando por Oakland Township, no condado de Susquehanna, a cerca de três quilômetros de sua casa na área rural do condado, quando ocorreu o acidente. Sua motocicleta caiu no acostamento depois de fazer uma curva fechada, onde Gardner perdeu o controle e foi arremessado na pista. Ele foi declarado morto ao chegar ao Hospital Barnes-Kasson em Susquehanna. Ele foi sepultado no Cemitério Grand View, em sua cidade natal, ao lado do irmão. Gardner deixou a ex-esposa, Liz M. Rosenberg, dois filhos, Joel e Lucy de um casamento anterior, e seus pais, além da namorada na época do acidente, Susan Thornton.